# Förenade arabrepubliken
Förenade arabrepubliken (arabiska: لجمهورية العربية المتحدة - al jumhūrīya al-ʕarabīya al-muttaĥida), FAR, var en union mellan Egypten och Syrien som varade mellan 1 februari 1958 och 5 oktober 1961. Från 1959 ingick även Gazaremsan. Namnet användes sedan på Egypten fram till 1971.

## Historik

### Bakgrund
Efter att Syrien blev självständigt från Frankrike hade den politiska makten legat hos den grupp som lett kampen för självständighet och som hade band till förmögna grupper som större jordägare och handelsmän. Så småningom kom dock denna grupp att utmanas av grupper som förespråkade sociala och ekonomiska reformer. Dessa var i första hand proamerikanska Parti Populaire Syrien som hade drömmar om ett "Storsyrien" där delar av Irak, Turkiet och Cypern skulle ingå. Den andra gruppen var det socialistiska Baathpartiet som var influerade av panarabismen som ansåg att arabvärldens uppdelning i olika stater endast låg i västvärldens intresse. Efter Suezkriget 1956 ökade intresset i Syrien för en union mellan de två länderna.
I augusti 1957 förklarade Syriens president Shukri al-Quwatli att Syrien önskade en union med Egypten som i sin tur skulle tjäna som föredöme för arabvärlden. Den 6 augusti undertecknade Syriens försvarsminister Khaled el-Azm ett avtal med Sovjetunionen om ekonomisk och teknisk hjälp och en vecka senare utvisades tre amerikanska diplomater, anklagade för att ha försökt störta regeringen. I Washington såg man med oro på Syriens närmande till Sovjetunionen. Tillsammans med Turkiet och Irak började USA förbereda ett militärt ingripande i Syrien. Av detta blev det dock ingenting. Egyptens president Nasser var till en början inte särskilt intresserad av en union men möjligheten av en proamerikansk kupp i Syrien gjorde att han ändrade sig.
Inom det syriska Baathapartiet var man rädd för att kommunisterna skulle försöka göra statskupp vilket i sin tur skulle orsaka krig med Irak och Jordanien. Kommunisterna i sin tur var rädda att förlora initiativet och började förespråka en fullständig union med Egypten, trots att Nasser hade krossat det egyptiska kommunistpartiet. I januari 1958 flög en grupp höga syriska arméofficerare till Kairo där de lyckades övertyga Nasser att gå med på en union. Nassers villkor var att länderna förenades statsrättsligt fullt ut, inte en federation eller konfederation. Den 1 februari 1958 enades den egyptiska och den syriska regeringen om en sådan union. Unionen med Nasser som statschef godkändes i en folkomröstning några veckor senare - de officiella siffrorna var 99,99 procent för i Egypten och 99,9 procent i Syrien.Av 7 400 000 valdeltagare röstade enligt officiella siffror 386 emot unionen.

### Unionen
Förenade arabrepubliken fick en tillfällig konstitution den 5 mars 1958. Precis som i Egypten förbjöds alla politiska partier i Syrien. Landet skulle styras av en Nationalförsamling med 400 ledamöter från Egypten och 200 från Syrien - handplockade av Nasser i juni 1960. Hälften av ledamöterna skulle komma från det egyptiska och det syriska parlamentet, andra hälften från det enda tillåtna partiet Nationella unionen. Både Egypten och Syrien skulle ha varsitt kabinett för de egna frågorna men det fanns även en centralregering. De syrier som utsågs till ministrar i centralregeringen fick tjusiga titlar och bostäder i Kairo men tappade samtidigt sin politiska bas. I praktiken var det ändå Nasser som bestämde.
De särskilda egyptiska och syriska medlemskapen i FN upphörde och ersattes av ett medlemskap för Förenade arabrepubliken, eftersom Egypten och Syrien skulle vara ett gemensamt land.
Förenade arabrepublikens nya landslag vann guld i afrikanska mästerskapet i fotboll 1959, med en trupp som bara bestod av egyptier. Landet hade också en gemensam trupp till olympiska sommarspelen 1960.
Den sociala omvälvning som Nasser förespråkade hade kommit mycket längre i Egypten än i Syrien. I Egypten hade många privata företag kunnat förstatligas utan protester eftersom de hade ägts av utlänningar. I Syrien var ägandet mer utspritt och landet hade en politiskt mer betydande medelklass. Nasser hade kontroll över armén och byråkratin. Det syriska Baathpartiet var visserligen ideologiskt närbesläktat men Nasser litade inte på partiets företrädare utan stödde sig på armén och överste Abdul Hamid Sarraj.
I Syrien genomfördes en jordreform som var betydligt mer omfattande än den egyptiska och omfattade 60 procent av den odlade marken. Det infördes också nya regler för utländsk valuta vilket försvårade för den syriska import- och exporthandeln som leddes av privata köpmän.. I juli 1961 infördes progressiv beskattning och privata bolag, banker, industriföretag mm. nationaliserades. Tre veckor senare avskaffades de egyptiska och syriska kabinetten och ersattes av centralregeringen. Hans syriske förtrogne, Sarraj, hade hållit noggrann vakt över den syriska oppositionen men utsågs till vicepresident och fick flytta till Kairo. Sarraj insåg snart att posten som vicepresident saknade både glans och makt och efter två månader, den 15 september, återvände han till Syrien och avgick elva dagar senare.
Förenade arabrepubliken var också förenad i en konfederation med Nordjemen mellan 1958 och 1961. Den unionen, benämnd Förenade Arabstaterna, var aldrig mer än en pappersprodukt.
Året efter unionens bildande, bestämdes också att det arabiska Palestina (i praktiken endast Gazaremsan, som kontrollerades av Egypten) skulle ingå i Förenade Arabrepubliken. Den All-palestinska regeringen, som hade sammanträtt i Kairo sedan 1948, upplöstes därför 1959. (Dess ersättare, PLO, grundades först 1964, några år efter att FAR hade upplösts.)

### Upplösningen
Den 28 september 1961 gjorde en grupp officerare en kupp i Syrien och tillsatte en ny regering där. Den nya regeringen, ledd av Mamoun el-Kuzbari som varit minister för Syriens diktator Adib Shishakli före 1958, förklarade att Egypten hade fört en imperialistisk politik visavi Syrien, sög ut landet och förnedrade syrierna. De erbjöd först förhandlingar om unionens framtid men Nasser vägrade. Unionen upphörde därmed. Vid ett tal i början av oktober förnekade Nasser att han hade gjort Syrien till en polisstat - Syrien hade "bara" haft 95 politiska fångar.
Gazaremsan var under fortsatt egyptisk kontroll fram till sexdagarskriget 1967.